# Fry (Rennwagen)
Der Fry war ein Formel-2-Rennwagen aus dem Jahre 1959.
Der Fry war ein Einzelstück, den David Fry 1959 für Stuart Lewis-Evans baute. Der Brite sollte den Wagen 1959 in der Formel 2 fahren. Lewis-Evans verletzte sich beim Großen Preis von Marokko 1958 aber so schwer, dass er wenige Tage später nach einem unsachgemäßen Transport nach Großbritannien an seinen Brandverletzungen starb.
So wurde Mike Parkes der Ersatzmann. Parkes hatte schon beim Bau des Fahrzeugs mitgeholfen und fuhr den Rennwagen jetzt bei britischen Rennen. Der Monoposto war ein seltsames Gefährt mit einem Monocoque als Mittelteil und einem 1,5-Liter-Climax-Motor (Typ FPF) im Heck. Das Aggregat wurde von einer Hutze abgedeckt, die dem Wagen die Form einer Pfeilspitze gab. Anhaltende Erfolglosigkeit beendete das Projekt Anfang der 1960er Jahre.